# Aprilia
Aprilia — итальянский производитель мотоциклов, одна из семи марок, принадлежащих Piaggio, одному из самых крупных производителей мотоциклов.
Aprilia начала свою историю производством скутеров, но сейчас она более известна как производитель гоночных мотоциклов.

## История
Aprilia была основана сразу после Второй мировой войны Альберто Беджо, как компания по производству велосипедов в городе Ноале, Италия, провинция Венеция.
Сын Альберто, Ивано Беджо, стал владельцем компании в 1968 и построил первый 50 кубовый мотоцикл Aprilia. Первые мотоциклы Aprilia были названы Colibrì, Daniela и Packi. Позднее в свет вышел первый внедорожный мотоцикл Beetle, который был представлен в 1970 году в двух модификациях, с объёмом двигателя 50 и 125 см³ и оставался в производстве в течение почти десятилетия.
В 1977 году Aprilia впервые победила в итальянском чемпионате по мотокроссу в 125 и 250 классах благодаря гонщику Ивану Альборгетти из Милана. Тот же пилот принимал участие в следующем году в чемпионате мира по мотокроссу и занял шестое место в общем зачете, получив два третьих места в индивидуальных гонках.

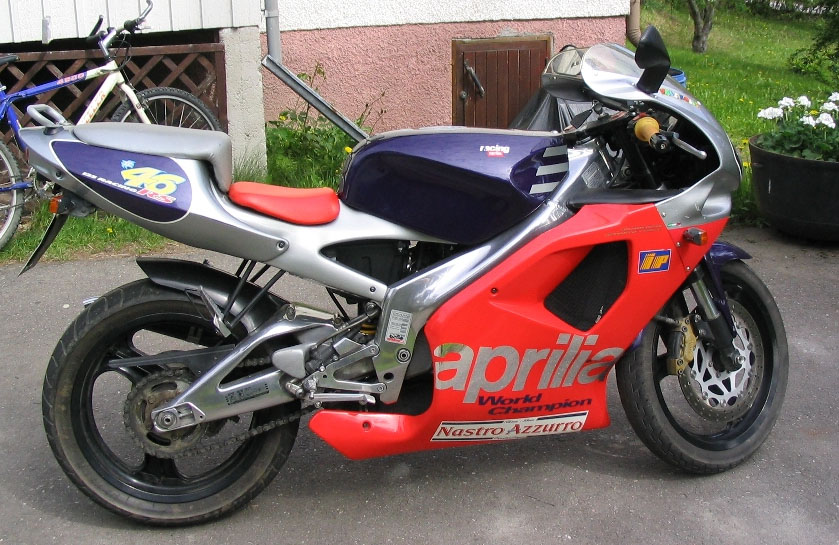
Мотоцикл Aprilia RS 125, модель 1998

В 80-х годах XX века начался следующий этап эволюции Aprilia. Был расширен спектр моделей: для клиентов предлагались мотоциклы для триала, эндуро и дорожные мотоциклы с объёмом двигателя от 50 до 600 см³. В 1985 году было подписано соглашение о сотрудничестве с австрийской компанией Rotax (позже была выкуплена Bombardier) на поставку двигателей. В том же году Aprilia запустила выпуск моделей 125 STX и 350 STX. В 1986 году Aprilia запустила AF1, небольшую спортивную модель, и Tuareg, большой внедорожный мотоцикл, который участвовал в ралли Дакар.
На волне успеха были предложены для продажи модели в различных вариантах: 50 см³ класса Aprilia RS 50 (дорожный мотоцикл), RX 50 (эндуро) и Red Rose 50 (кастом), все с двигателем Minarelli жидкостного охлаждения; 125 см³ Aprilia RS125 (дорожный мотоцикл), RX 125 (эндуро) и Red Rose 125 (кастом), все с двигателями Rotax, оснащены пассивным выпускным клапаном пневматического управления (так называемый клапан RAVE2, впоследствии замененный на клапан с электронным управлением) и, наконец, в классе 250 см³ RS 250 с двигателем Suzuki — гоночный мотоцикл, который имел много поклонников, особенно среди молодежи.
В 1990-х годах успешными на рынке были модели мотоциклов Aprilia Pegaso с двигателями 50, 125 и 650, и скутеров Aprilia Scarabeo и Leonardo.
В конце десятилетия в 1998 году был представлен супербайк Aprilia RSV Mille и Aprilia Falco, на которые устанавливались двухцилиндровые двигатели Rotax объёмом 990 см³ с инновационным расположением цилиндров под углом 60°, который позволял рационально использовать распределение веса. В следующем году была выпущена ограниченная версия RSV Mille SP с тиражом в 150 экземпляров, что позволило команде принять участие в Чемпионате мира по Супербайку.
Новый век начался с приобретения в 2000 году компанией двух самых известных брендов в истории итальянского мотоспорта: Moto Guzzi и Moto Laverda.
Началось серийное производство моделей Aprilia Caponord '(эндуро), Aprilia RST1000 Futura (спорттурер),' 'Aprilia Tuono' (нейкед) и супербайк  Aprilia RSV 1000 .
В 2004 году произошло поглощение компании Aprilia и её дочерних компаний группой Piaggio, которая также контролирует испанских производителей Gilera и Derbi. В результате слияния образовался четвёртый в мире по объёму выпуска мотоциклов производитель с производственной мощностью 600 000 единиц в год, с оборотом в 1,5 млрд. €.
С 2006 года Aprilia начали проектировать, разрабатывать и производить свои собственные двигатели, разорвав длительные отношения с Rotax, и с тех пор все произведенные мотоциклы работают с двигателями Piaggio, изготовленными на 100 % по итальянской технологии.
Ивано Беджо был некоторое время «почетным президентом», однако с 2006 года он уже не играет никакой роли в компании, основанной его отцом.

## Aprilia Racing
(подробнее…)

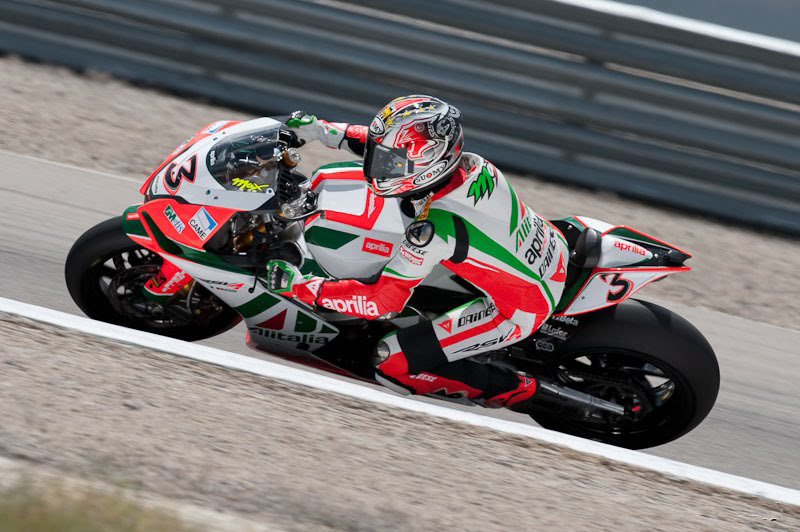
Макс Бьяджи на Aprilia RSV4, 2010 год

С 1974 года начало свою деятельность спортивное подразделение компании — «Aprilia Racing», представляющее бренд в соревнованиях различных категорий, как на трассе, так и бездорожье. По состоянию на начало 2016 гонщики команды выиграли 54 мировых чемпионата, что делает компанию самым успешным европейским производителем мотоциклов:
- 38 в MotoGP (20 в классе 125cc и 18 в 250cc)
- 7 в WSBK;
- 7 в чемпионате мира по Супермото S1GP;
- 2 в Мототриал и.

5 ноября 2013 было официально сообщено о возвращении команды «Aprilia Racing» в MotoGP, где она должна была выступать с 2016 года как заводской проект. Однако возвращение команды состоялось ранее — в сезоне 2015. Последний раз до этого команда была представлена в этих соревнованиях в сезоне 2004.

## Модели 1999—2010
Road
- SL1000 FALCO
- RSV4 Factory
- RSV4
- Tuono 1000R Factory
- Tuono 1000R
- Shiver 750
- MANA 850
- RS125
- RS50
- Dorsoduro
- SXV 4.5 — 5.5
- Aprilia RX/SX 50
- Aprilia SX 125

Adventure
- ETV 1000 Caponord
- Pegaso 650
- Pegaso 650 Factory
- Pegaso 650 Trail

Off road
- RXV 4.5 — 5.5
- MX 50
- SX 125

Скутеры
- Atlantic 500/400 Sprint
- Atlantic 250/125
- Leonardo 125/150
- Leonardo 250
- Aprilia Leonardo/ Leonardo 300

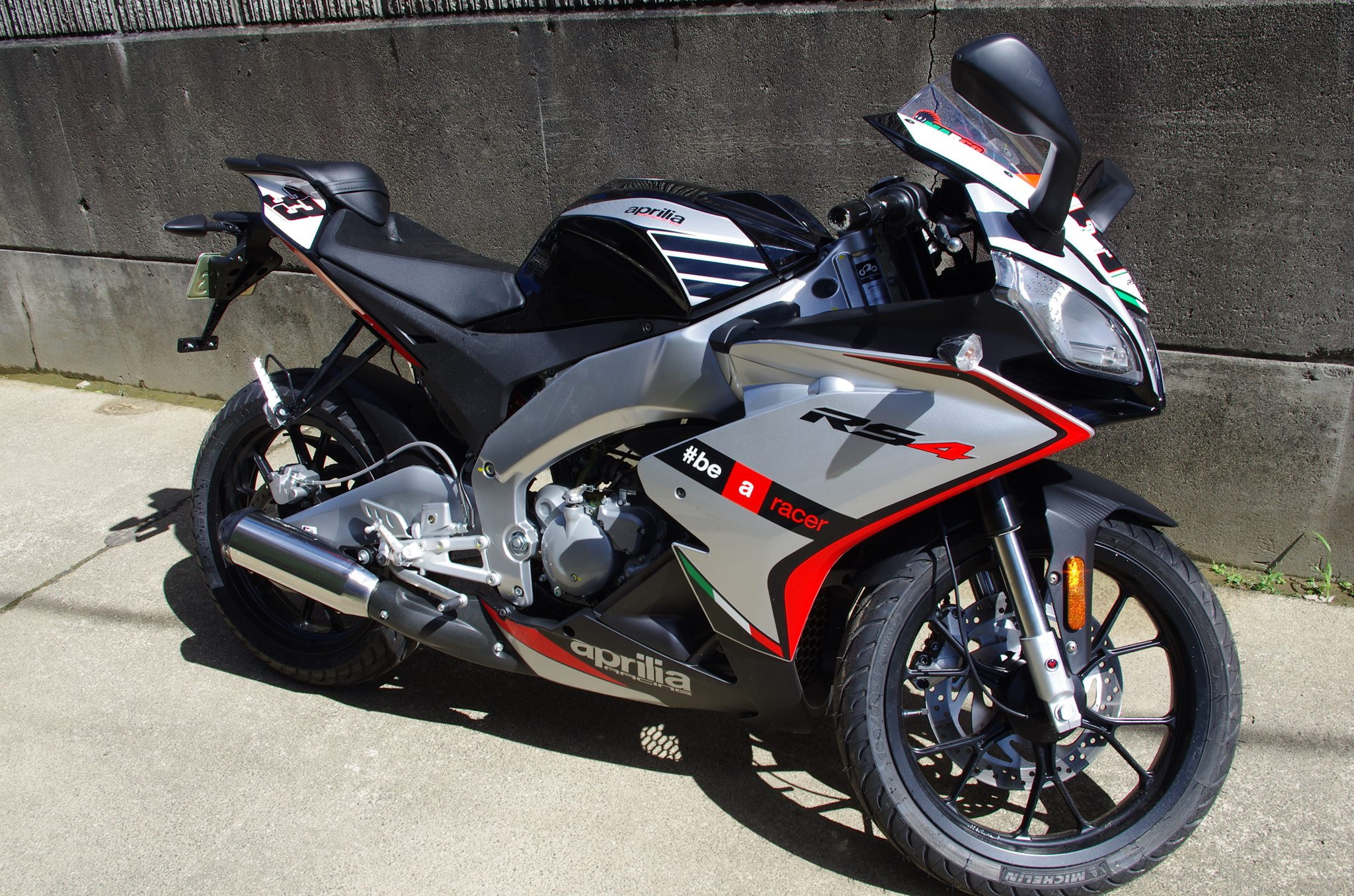
Aprilia RS125

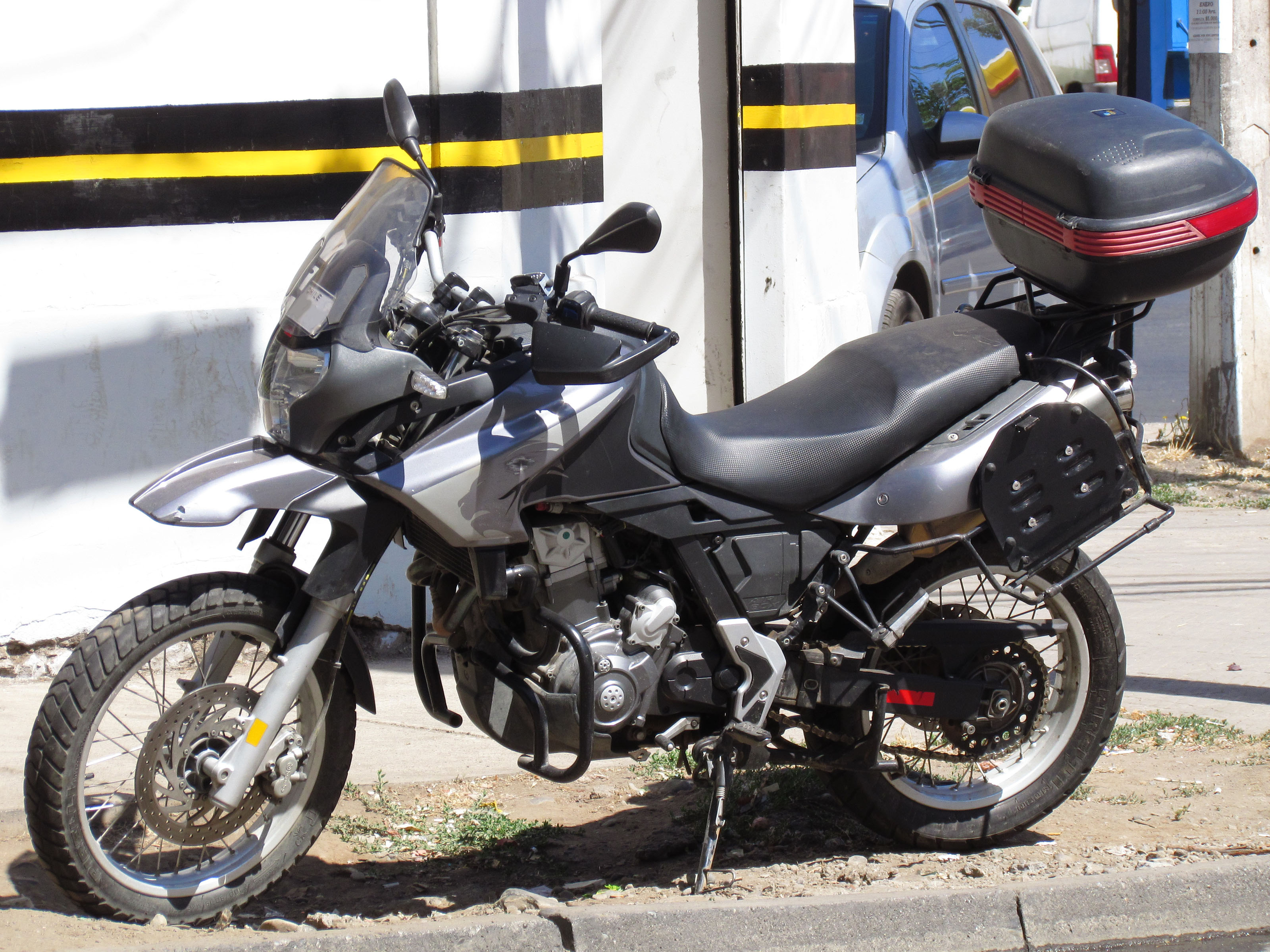
Aprilia Pegaso 650

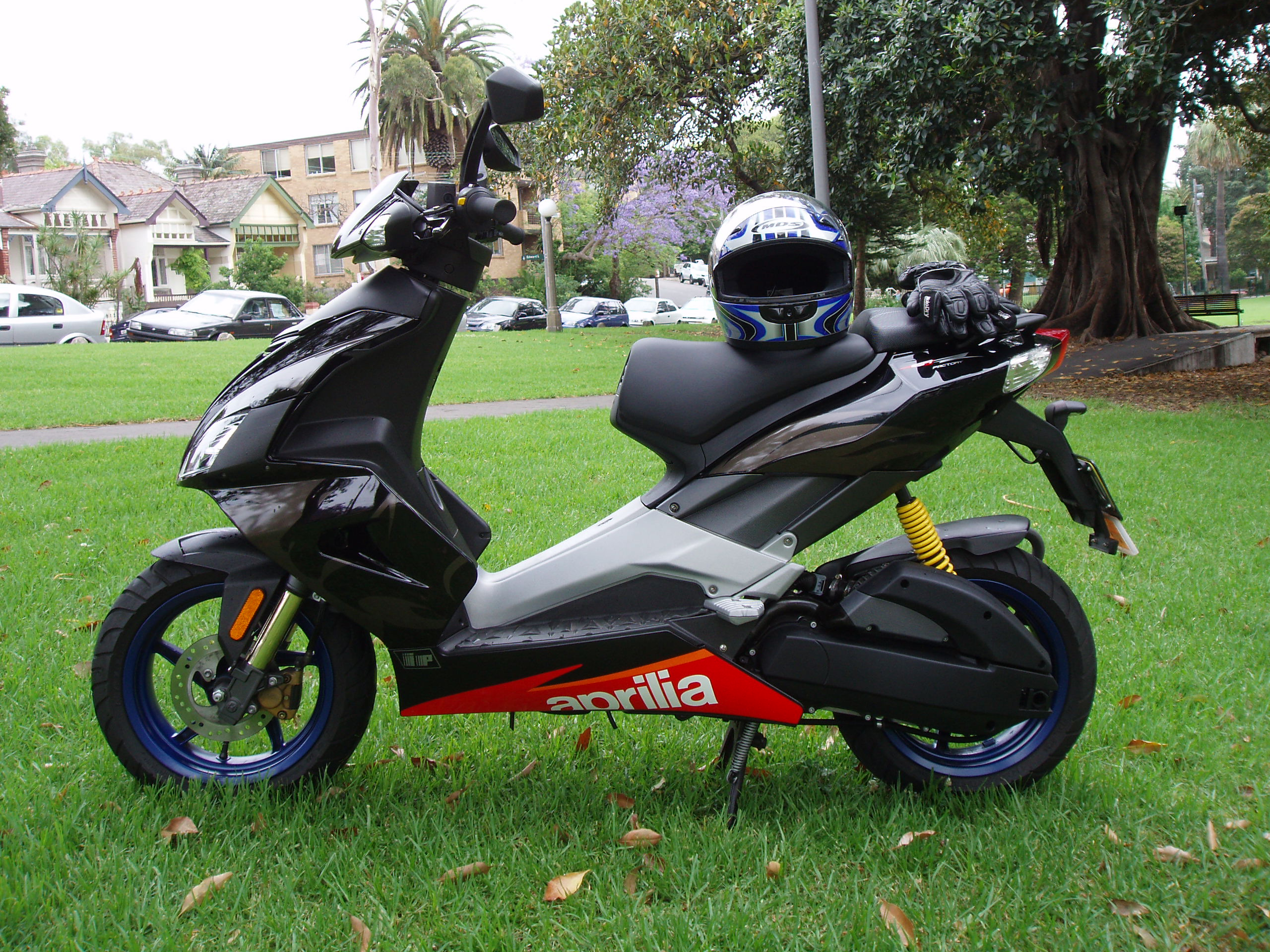
Aprilia SR 50

- Aprilia mojito/habana 50 custom & retro
- Aprilia mojito/habana 125 custom & retro
- SR 50 R Factory
- SR 50 R
- SR 50 Street
- Sportcity 250 200 125
- Scarabeo 50 Street
- Scarabeo 50/100
- Scarabeo 125/200
- Scarabeo 250/400/500